# JLIS.it
JLIS.it. Rivista italiana di biblioteconomia, archivistica e scienza dell'informazione è una rivista open access dell'Università di Firenze, Dipartimento di Storia, Archeologia, Geografia, Arte e Spettacolo (SAGAS), pubblicata da EUM, Edizioni dell'Università di Macerata e fondata nel 2010.
JLIS.it è indicizzata nei maggiori repertori e banche dati specializzate internazionali sia open access, come BASE, Bielefeld Academic Search Engine, DOAJ, il Directory of open access journals, che le ha assegnato il DOAJ Seal di qualità, DOAB, la Directory of open access books e Openaire, la piattaforma che offre un punto di accesso unico alla ricerca OA in Europa; sia di editoria tradizionale come Library and Information Science Abstracts (LISA), Library Literature & Information Science Full Text, Library Literature & Information Science Index, Library, Information Science & Technology Abstracts (LISTA) e Scopus.
I direttori della rivista sono Mauro Guerrini e Federico Valacchi